# 横山アラン・ドロン
横山アラン・ドロン（よこやまアラン・ドロン）は、1980年代に活躍した漫才師。

## メンバー
- 横山 アラン（よこやま アラン、本名:浜崎政治[1]。長崎県五島市出身。1954年 - ）

愛知県立刈谷高等学校卒業。1974年横山ノック入門。
- 横山 ドロン（よこやま ドロン、本名:金生俊彦[2]。兵庫県三原郡出身。1956年 - ）

兵庫県立洲本実業高等学校卒業。1976年横山ノック入門。

## 来歴
横山ノック門下同士で1978年6月コンビ結成、同年京都花月6月中席にて初舞台を踏み、花月三館（うめだ花月、京都花月、なんば花月）を中心に活躍。
1983年にコンビ解散、そしてアランとドロンでショーパブ「アランドロン」を経営、そこからは水玉れっぷう隊やテンダラーが芸人になった。
ドロンは2007年にアマチュアとして「横山ドロン・ライズ」としてM-1グランプリに出場した。
2019年1月経営していたショーパブ「アランドロン」は閉店。